# 楊昕 (明朝)
楊昕（？—？），浙江瑞安縣人，明朝政治人物。

## 生平
正統六年（1441年），楊昕舉辛酉科浙江鄉試。景泰三年（1452年）接替侯源任上海县知县，次年去職。景泰七年（1456年）任華亭縣知縣。